# Matthew Leone
Matthew Leone är basist och bakgrundssångare i alternativa rockbandet Madina Lake där också hans tvillingbror Nathan Leone är med som sångare. När de var 12 år gamla dog deras mamma i en bilolycka. Båda var från början fotbollsspelare men beslutade sig senare att gå över till musiken.